# Akratitos Liosion
Maillots
Le Athlītikos Podosfairikos Omilos Akratitos Ano Liosion (en grec moderne : Αθλητικός Ποδοσφαιρικός Όμιλος Ακράτητος Άνω Λιοσίων), plus couramment abrégé en Akratitos Liosion, est un club grec de football fondé en 1963 et basé dans la ville d'Áno Liósia. Ayant passé 10 saisons parmi l'élite du football grec, le club joue actuellement en Football league, le 3e niveau professionnelle du football grec.
Ayant passé 10 saisons parmi l'élite du football grec, le club joue actuellement en Football league, le 3e niveau professionnelle du football grec.

## Historique
- 1963 : fondation du club.
- 2001 : première participation au championnat de Grèce de première division.
- 2003 : première et unique participation à une compétition européenne, la Coupe Intertoto, avec une élimination au deuxième tour face au club finlandais du AC Allianssi.
- 2006 : le club termine à la dernière place de SuperLiga grecque. À la suite d'une banqueroute, Akratitos doit redémarrer en quatrième division.

## Palmarès
| Compétitions nationales |
| --- |
| - Championnat de Grèce D3 (1) : - Champion : 1999-00. - Vice-champion : 2004-05. - Championnat de Grèce D4 (1) : - Champion : 1998-99 (Gr. 1). - Vice-champion : 1987-88 (Gr. 4) et 2007-08 (Gr. 7). |

## Personnalités du club

### Présidents du club
- David Mavros

### Entraîneurs du club
| - Giannis Pathiakakis (1996 - 1997) - Stathis Stathopoulos (2000 - 2002) - Dumitru Dumitriu (2003) - Antonis Kasdovasilis (2003 - 2004) | - Babis Tennes (2004 - 2005) - Pannagiotis - Charis Kopitsis |

### Anciens joueurs du club
| - Estref Billa - Francisco Zuela - Juan José Borrelli - Tales Schutz - William Sunsing - Froylan Ledezma - Marios Christodoulou | - Nader El-Sayed - Laurent Macquet - Oumar Dieng - Dieudonné Londo - Dimitris Papadopoulos - Massimo Paganin - Paolo Vanoli | - Gintaras Stauce - Iyenemi Furo - Roberto Merino - Lucian Marinescu - Thierno Youm |